# Пећина Хрустовача
Пећина Хрустовача налази се у месту Хрустово, око 12 км од Санског Моста. Пећина је заштићена као геолошки специјални резерват. У Хрустовачи су пронађени налази керамике из периода од 2000. до 1800. п. н. е..
Пећина се састоји од два канала која су приближно исте дужине. Главни канал је нешто шири у односу на споредни канал. Оба канала су богата пећинским накитом, као и фауном.
Пећина је смештена у брду Стране, отприлике на половини његове висине, изнад извора потока Глибаје. Околину чине тријаски и кредни кречњаци. Настала је, највероватније деловањем воденог тока који се временом спустио у ниже хоризонте а пећина остала као некадашњи подземни ток.

Улаз у пећину је велики отвор у дубини стене, свод у њеној унутрашњости је веома висок, а сама пећина пространа. Дужина пећине износи неколико стотина метара, с тим што се путеви у њој рачвају у два правца. Један отвор се провлачи према западу према старој цркви, и дуг је око 480 метара. Веома је простран тако да су на неким местима отвори и до величине око 7-8 m². Други део је веома ужи и теже проходан, простире се према југоистоку или тачније у правцу горњег дела села Керана, дуг је око 760 m до места на коме је једно мало језеро површине око 5м2. Величина језера је променљива у зависности од годишњег доба и количини воде коју пропушта крашка стена у унутрашњост пећине. Дубине је око 2 м. Иза овог језера је проходан простор.
У средишњем делу пећине налази се тзв. „соба тотема“. Соба је пун чудесних облика сталактита и сталагмита. Пећинске скулптуре подсећају на лава и слона, а украси који спајају високе сводове са тлом, личе на велике индијанске тотеме.
Тло пећине је углавном равно. Мање неравнине су настале деловањем мањих повремених водених токова. Тло је од црвенкасто-смеђе до црне иловаче.

## Археологија
Археолошка истраживања која су вршена почетком 20. века, открила су да је улаз у пећину био настањен још у најранијим фазама постанка људског рода. На том простору ископавања су открила палеолитска огњишта где се ложила ватра, као и остатке костију животиња.
Обимна археолошка истраживања стручњака Земаљског музеја из Сарајева открила су и остатке керамике из породице звонастих пехара који припадају вучедолској култури. Подтип ове културе носи назив - Хрустовачки тип. Пронађени су и остаци калцинисаног јечма као доказ о бављењу земљорадњом и сточарством.
У неолиту су становници почели градити своја насеља уз реке. Поновно враћање у пећине у енеолиту, објашњава се немирним временима и тражењем сигурнијих станишта.